# Ortskapelle Hölles

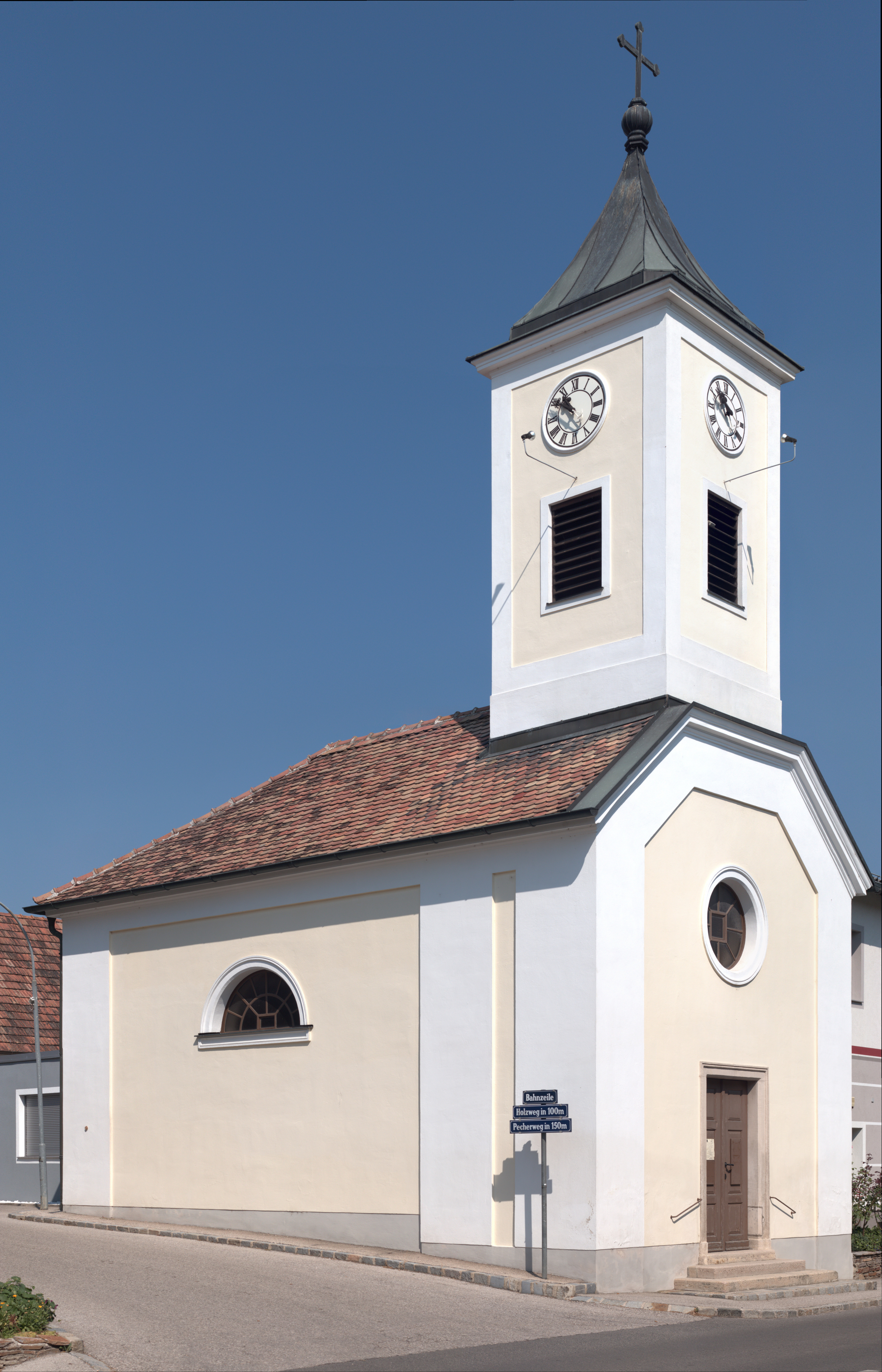
Ortskapelle Hl. Koloman in Hölles

Die Ortskapelle Hölles steht an der Hauptstraße in der Ortsmitte von Hölles, Gemeinde Matzendorf-Hölles im Bezirk Wiener Neustadt-Land in Niederösterreich. Die dem Patrozinium hl. Koloman unterstellte römisch-katholische Kapelle der Pfarre Matzendorf gehört zum Dekanat Piesting in der Erzdiözese Wien. Die Kirche steht unter Denkmalschutz (Listeneintrag).
Die Kapelle steht im Besitz der Gemeinde. Die Weihe erfolgte erst 1927.

## Beschreibung
Die Kapelle ist ein Anfang des 19. Jahrhunderts errichteter klassizistischer Bau. Die Fassaden sind durch Lisenen gegliedert. Der Zugang erfolgt durch ein einfaches Portal in der der Hauptstraße zugewandten Schmalseite; oberhalb befindet sich ein Rundfenster, in der Seitenwand zum Holzweg ein Lisenenfenster. Straßenseitig erhebt sich ein Glockentürmchen mit Schallfenstern, Turmuhr und Spitzhelm.
Der schmale Innenraum beherbergt einen kleinen spätbarocken Altar aus der zweiten Hälfte des 18. Jahrhunderts. Das Altarbild zeigt eine Darstellung des heiligen Koloman aus dem frühen 18. Jahrhundert.